# Bettencourt-Saint-Ouen
Bettencourt-Saint-Ouen (picardisch: Bétincourt-Saint-Ouin) ist eine nordfranzösische Gemeinde mit 612 Einwohnern (Stand 1. Januar 2022) im Département Somme in der Region Hauts-de-France. Die Gemeinde liegt im Arrondissement Amiens und gehört zum Kanton Flixecourt.

## Geographie
Bettencourt-Saint-Ouen (frühere Schreibweise: Béthencourt-Saint-Ouin) liegt südlich der Nièvre und nordöstlich von Flixecourt. Das Gemeindegebiet, durch das die Autoroute A16 verläuft, reicht bis an den Abschnitt der Chaussée Brunehaut, der in Amiens seinen Ausgang nimmt und nach Ponches-Estruval am Authie führt; Randbereiche des Siedlungskomplexes der Gemeinde Saint-Ouen (Somme) gehören damit zu Bettencourt. 

## Geschichte
Die Herrschaft des 1140 als Cité genannten Ortes huldigte nach Picquigny. Das Schloss wurde gegen 1760 zerstört.

## Einwohner

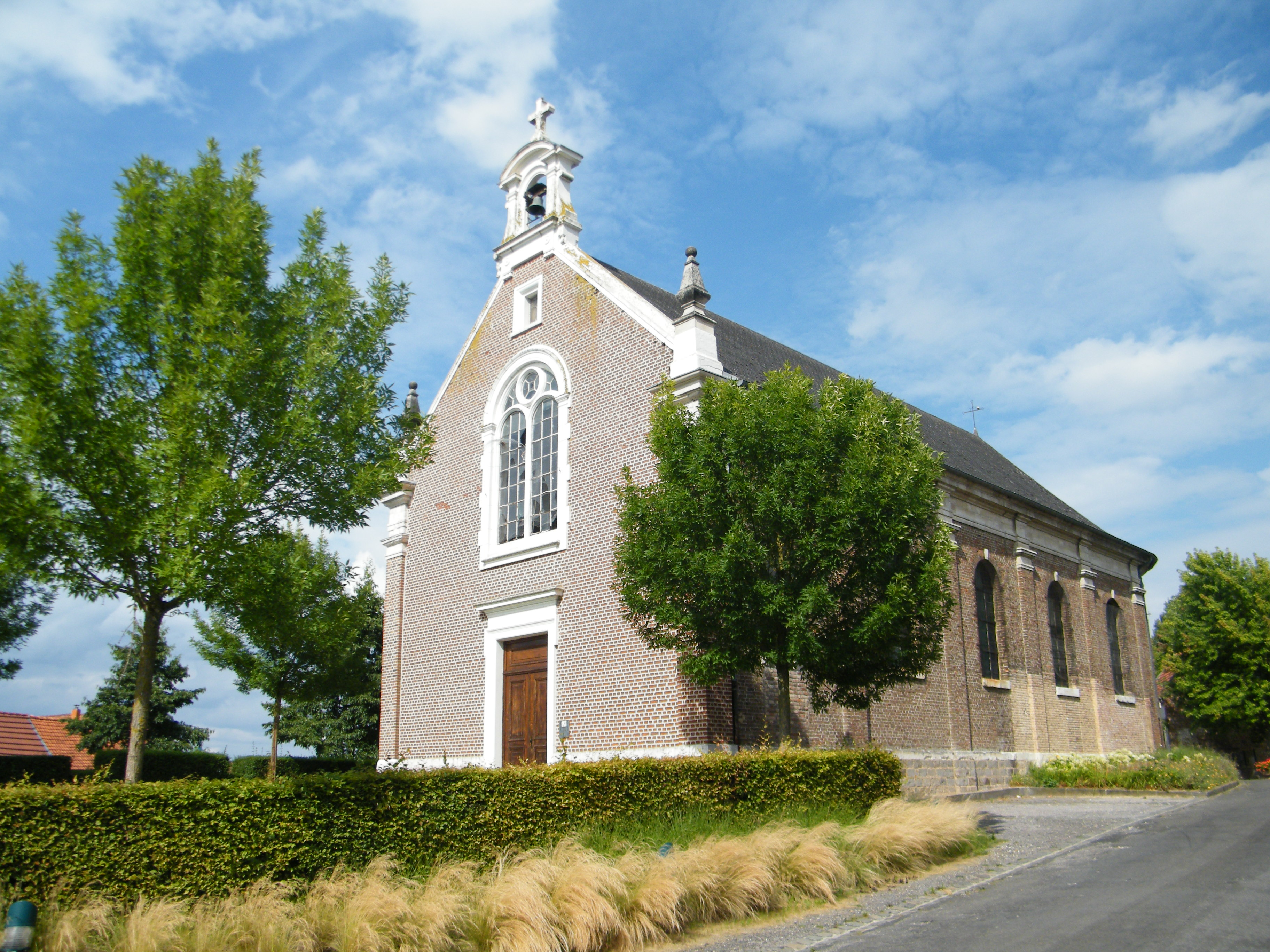
Kirche Saint-Martin

| 1962 | 1968 | 1975 | 1982 | 1990 | 1999 | 2006 | 2011 |
| ---- | ---- | ---- | ---- | ---- | ---- | ---- | ---- |
| 398  | 377  | 340  | 345  | 389  | 410  | 493  | 649  |

## Verwaltung
Bürgermeister (maire) ist seit 2001 Michel Villain.